# Claudia Kolbová
Claudia Anne Kolbová, provdaná Thomasová (* 19. prosince 1949 Hayward (Kalifornie)) je bývalá americká plavkyně.
Byla členkou týmu Santa Clara Swim Club, trénoval ji George Haines. Na olympijských hrách 1964 získala stříbrnou medaili na trati 200 m prsa. Na Panamerických hrách 1967 vyhrála 200 m polohový závod, 400 m polohový závod, 200 m motýlek a byla druhá na 200 m prsa, časopis Swimming World ji vyhlásil světovou plavkyní roku. Na olympijských hrách 1968 vyhrála oba polohové závody: na 200 metrů i na 400 metrů. Během kariéry rovněž získala 25 titulů mistryně USA a vytvořila 23 světových rekordů. Roku 1975 byla uvedena do International Swimming Hall of Fame. Působila také jako trenérka plaveckého týmu Stanfordovy univerzity.